# Industria del lenguaje
La industria del lenguaje –también conocida como industria lingüística o industria de la lengua– es el sector de actividad que se encarga de diseñar, producir y comercializar productos y servicios relacionados con el tratamiento de los idiomas.  Estos incluirían entre otros los relacionados con la traducción y la revisión de textos, así como sus herramientas tanto de tipo editorial como informático (tratamiento informatizado de las lenguas)..
En algunos contextos se ha acotado el concepto a este último sentido, como rama de la industria de las tecnologías de la información, en la cual participan también otros campos como la lingüística, lexicografía, ingeniería de software, lingüística computacional, inteligencia artificial y diseño de interfaces.
En un sentido más amplio, la industria del lenguaje incluye también las actividades relacionadas con la enseñanza de idiomas.

## Servicios
La gama de servicios que abarca la industria del lenguaje es muy amplia, incluyendo:
- traducción
- edición, revisión
- herramientas TAO (conocidas también como CAT)
- extracción terminológica
- localización
- localización de software
- enseñanza de idiomas
- consultoría lingüística

## Evolución
La traducción como actividad existe, por lo menos, desde que la humanidad comenzó a desarrollar el comercio hace ya milenios; por lo tanto, si incluimos la interpretación de lenguas, no es exagerado afirmar que los orígenes de la industria del lenguaje son hasta más antiguos que los del lenguaje escrito.
La moderna industria del lenguaje se ha desarrollado a gran velocidad, gracias a internet. Los logros de la industria incluyen la capacidad de procesar grandes volúmenes de textos y producir traducciones a varios idiomas; es común hoy en día que un cliente espere disponer, por ejemplo, de cien mil palabras traducidas a diez idiomas en tan sólo dos semanas. Esto, a su vez, ha planteado nuevos desafíos respecto de la actividad tradicional del traductor, en particular, la gestión de calidad. Existen nuevos estándares de calidad en traducción, como la norma EN 15038 en Europa y la ASTM F2575-06 en los Estados Unidos.
Otro factor que ha sido decisivo fue el desarrollo de herramientas de traducción asistida por computadora (abreviatura TAO o CAT), que se sirven de memorias de traducción, alineadores y extractores de terminología; programas como Trados, Transit, Wordfast, SDL, Passolo, DejaVu, OmegaT, Parlam, etc. son muy populares entre los traductores. Un campo de investigación en la industria incluye la posibilidad de llegar al pleno reemplazo de la traducción humana por traducción automática.
En la industria del lenguaje existen empresas de muy diverso tamaño, pero el mercado está muy repartido, ninguna de ellas es dominante a escala global. Los recursos humanos en traducción también son de muy diverso nivel; internet ha reunido traductores profesionales, estudiantes, docentes de lenguas y profesionales procedentes de diversas disciplinas, todos ofreciendo servicios de traducción. 
La de la traducción y la localización es una industria importante mundialmente que genera del orden de 40 000 millones de dólares al año, con un crecimiento anual del 5-6%. Dentro de esta, el tamaño de la industria de la tecnología del lenguaje se estima en 29 000 millones de euros. Se calcula que hay en torno a 18 000 empresas de traducción en todo el mundo, y unos 330 000 profesionales de la traducción y la interpretación. Cerca del 78% de los profesionales en la UE trabajan como freelancers.

## Polémicas y controversias
Las tarifas por la prestación de servicios constituyen un aspecto muy discutido de esta modalidad de trabajo en traducción. Numerosas agencias van en busca de mano de obra barata, con las consecuentes críticas por dumping. Las asociaciones profesionales de traductores como AIPTI procuran contrarrestar este fenómeno.
Además, fenómenos como el crowdsourcing se ven en las traducciones de gran escala, lo cual ha dado lugar a numerosas polémicas e incluso críticas de parte de la American Translators Association. Un caso que desató la polémica pública, fue el llamado del presidente estadounidense Barack Obama a favor de la traducción automática.
La esencia misma de la industria del lenguaje en tanto ámbito de consolidación de datos lingüísticos a escala planetaria y cómo se gestionan estos procesos también suelen ser objeto de cuestionamiento, como ha sido el caso de las prácticas de la empresa Lionbridge, que denunció Asetrad y se discutió en foros de traductores.